# Château de Bouville (Cloyes)
Pour les articles homonymes, voir Château de Bouville.
 (octobre 2018).
Si vous disposez d'ouvrages ou d'articles de référence ou si vous connaissez des sites web de qualité traitant du thème abordé ici, merci de compléter l'article en donnant les références utiles à sa vérifiabilité et en les liant à la section « Notes et références ».
Le château de Bouville est situé sur la commune de Cloyes-sur-le-Loir, dans le département d'Eure-et-Loir.

## Historique
Propriétaire jusqu'en 1685, la famille Bernardon le céda aux Ursulines de Vendôme, qui le revendent en 1693 à la famille Marescot.
Nicolas Celier de Bouville acquiert le château en 1716. Son petit-fils Jacques-Nicolas-Joseph transforma le château et le jardins vers 1775. Angélique-Charlotte Celier de Bouville, sa petite-fille, le transmet par alliance à la famille d'Argent de Deux-Fontaines, qui, en 1830, agrandit le château de deux ailes avec terrasses et deuxième étage.
Par lettres patentes du 28 janvier 1826, Charles X érige en majorat, en faveur de Charles d'Argent de Deux-Fontaines, la terre de Bouville.

Le château de Bouville d'après François-Edme Ricois
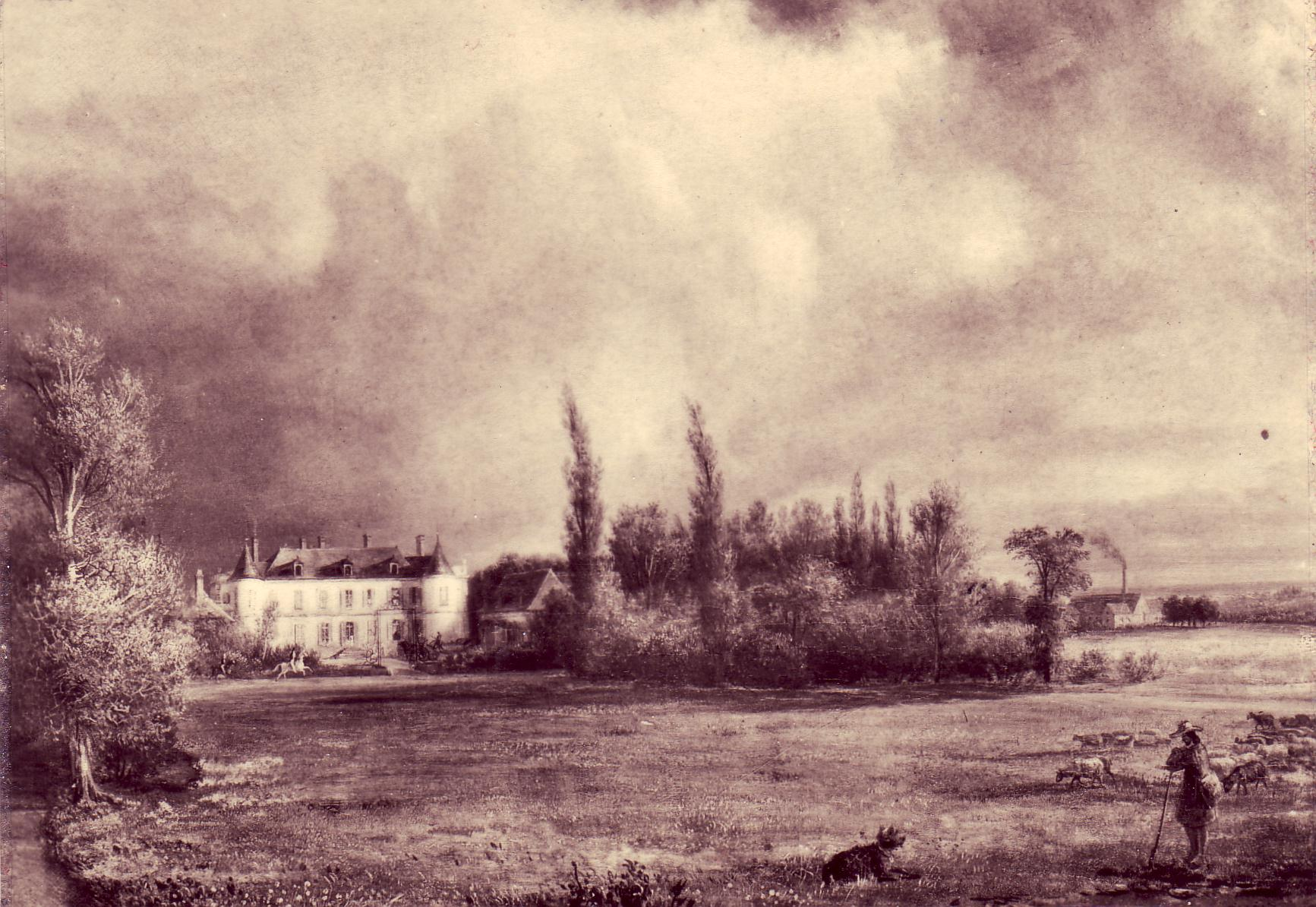
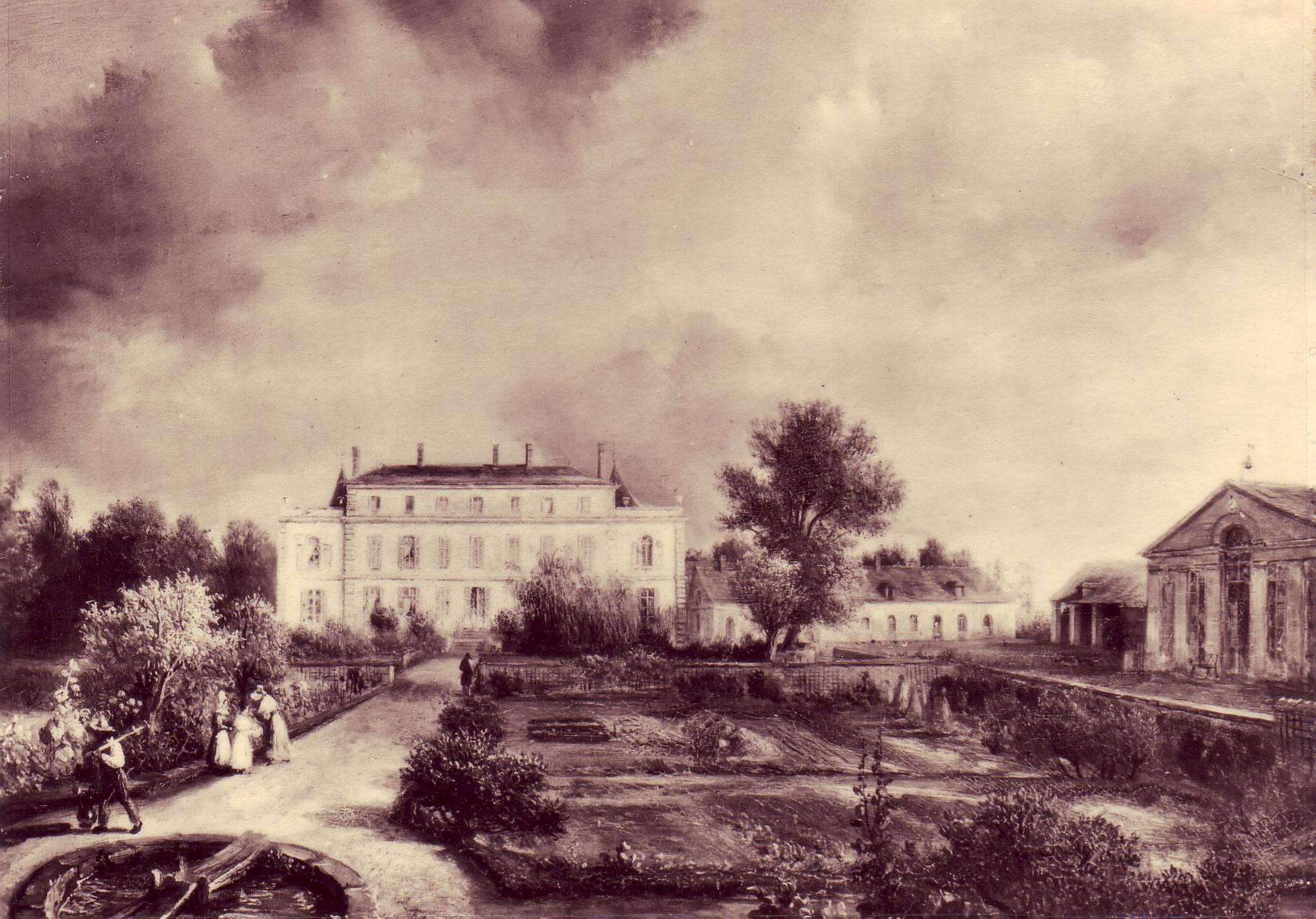